# 가스통 레프
가스통 에티엔 기슬렌 레프(프랑스어: Gaston Étienne Ghislaine Reiff, 1921년 2월 24일 ~ 1992년 5월 6일)는 벨기에의 육상 선수로 주 종목은 중거리 달리기이다. 1948년 하계 올림픽 5000m 종목에서 금메달을 획득했다.

## 경력
브렌랄뢰에서 태어났으며, 육상으로 전향하기 전에는 권투와 축구를 하였다. 1946년 노르웨이 오슬로에서 열린 유럽 선수권 대회에 벨기에 국가대표로 참가하여 5000m 종목에서 14분 45.8초의 기록으로 6위를 기록했다.
1948년 런던에서 열린 1948년 하계 올림픽 대회는 레프의 선수 인생 중 가장 중요한 경기였으며, 그는 이 대회 5000m에서 우승을 차지했다. 당시 비가 오는 런던 시내에서 경기가 진행되었으며, 결승에서 10000m 부문에서 금메달을 획득한 체코슬로바키아의 에밀 자토페크를 누르고 우승하였다. 이 성과로 그는 최초로 올림픽에서 금메달을 획득한 벨기에 육상 선수가 되었다.
올림픽 이후에도 활약하며 2000m, 3000m, 2마일 달리기에서 세계 기록을 세우고, 자국 브뤼셀에서 열린 1950년 유럽 선수권 대회에서 5000m 동메달을 획득했다. 그는 선수 생활 동안 벨기에 육상 선수권 대회에서 금메달 24개를 획득했고, 국내 기록을 26번 세웠다. 선수 생활 막바지인 1952년 헬싱키에서 열린 올림픽에 벨기에 국가대표로 참가했으나 결승전을 기권하면서 올림픽 우승 타이틀을 유지에 실패했다.
이후 71세의 나이로 고향 브렌달뢰에서 사망하였으며, 그의 고향에는 레프의 이름을 딴 길과 경기장이 있다.